# Права интерсекс-людей на Мальте
В вопросах соблюдения прав интерсекс-людей Мальта с 2015 года являются одной из самых прогрессивных стран в мире. Интерсекс-дети на Мальте впервые в мире получили защиту от неконсенсивных косметических медицинских вмешательств после принятия в 2015 году закона о гендерной идентичности, гендерной экспрессии и половых признаках. Все граждане Мальты, являющиеся интерсекс-людьми, защищены от дискриминации. Люди, которые в этом нуждаются, могут получить доступ к простым административным методам изменения пола, с допустимым небинарным гендерным маркером.

## История

### Средневековье
В каноническом праве, известном как Декрет Грациана, говорится, что «вопрос о том, может ли гермафродит (устаревшее название интерсексов) стать свидетелем, зависит от того, какой пол преобладает».

### Ранний современный период
В 1774 году в судебном деле, рассмотренном в Кастелании , 17-летняя Роза Мифсуд из Луки, позже описанная в клинической литературе как «псевдогермафродит», ходатайствовала об изменении классификации пола с женского на мужской. Судом были  назначены два врача для проведения обследования. Они обнаружили, что «мужской пол является доминирующим». Экзаменаторами были главный врач и старший хирург, оба работавшие в Sacra Infermeria. Гроссмейстер сам принял окончательное решение о том, чтобы Мифсуд с тех пор носил одежду только для мужчин.

### Настоящие дни
В 2013 году на Мальте в Валлетте состоялся третий Международный интерсекс-форум, где было подписано заявление под названием Мальтийская декларация. Мероприятие было организовано ILGA и ILGA-Europe, и в нем приняли участие 34 человека, представляющих 30 организаций из разных регионов мира. Местные представители, Сильван Агиус из ILGA-Europe и Рут Балдаккино из ILGA провели и совместно организовали это мероприятие. Декларация подтвердила существование интерсекс-людей и потребовала положить конец «дискриминации интерсекс-людей и обеспечить право на неприкосновенность личности, физическую автономию и самоопределение». Сильван Агиус впоследствии стал координатором в области прав человека в Министерстве социального диалога, а Рут стала заместителем генерального секретаря ILGA.
В 2015 году Мальта приняла первые в мире законы по защите прав интерсекс-людей, в том числе по защите от несогласованных косметических изменений половых органов детей и защите от дискриминации.

## Физическая неприкосновенность
В апреле 2015 года Мальта приняла первый в мире закон, который защищает интерсекс-детей от медицинских вмешательств без их согласия. Закон о гендерной идентичности и гендерной экспрессии признает право на физическую неприкосновенность и физическую автономию.
Акт широко приветствовался на международном уровне правозащитными организациями.

## Защита от дискриминации
Закон о гендерной идентичности и гендерных характеристиках 2015 года защищает интерсекс-людей от дискриминации по признаку «половых признаков», а также первый в мире обеспечивает защиту от вредоносных практик в отношение интерсекс-людей.
Кроме того, в 2015 году министерство образования и занятости приняло закон в отношении учащихся, являющихся трансгендерами и интерсекс-людьми в школах с целью поощрения интеграции и борьбы с дискриминацией.

## Документы удостоверяющие личность
В том же Законе о гендерной идентичности о гендерной экспрессии и признаках пола были введены новые положения, позволяющие заявителям изменять свои документы о гендерной идентичности простым административным способом. Мальта также разрешает опцию «X» в документах, удостоверяющих личность, с 6 сентября 2017 года. Первое удостоверение личности и паспорт с маркером «X» были выпущены 23 января 2018 года.

## Брак
Законодательство о введении равенства браков было введено после досрочных выборов в середине 2017 года. Он вступил в силу 1 сентября 2017 года.

## Известные интерсекс-люди с Мальты
- Тони Бриффа — австралийский политик мальтийского происхождения